# Zenraku-ji
Zenraku-ji (善楽寺) est le 30e temple du pèlerinage de Shikoku. Il est situé sur la municipalité de  Kōchi, (préfecture de Kōchi), au Japon,,..   
Zenraku-ji est un temple bouddhiste Shingon. On y accède, depuis le temple 29 Tosa Kokubun-ji, après une marche d'environ 7 km en ville.
Le premier temple Zenraku-ji fut construit au 9e siècle. En 1868, lors de la séparation du bouddhisme et du shintoisme à l'ère Meiji, la statue de Amida Nyorai a été déplacée au temple Anraku-ji (Kōchi) situé plus au nord, qui était alors le 30e temple. 
Le temple actuel a été rebâti en 1929. Il a ensuite remplacé Anraku-ji comme  30e temple
En 2015, le Zenraku-ji est désigné Japan Heritage avec les 87 autres temples du pèlerinage de Shikoku.